# Skovby Sogn (Nordfyns Kommune)
Skovby Sogn ist eine Kirchspielsgemeinde (dän.: Sogn)
auf der Insel Fyn (dt.: Fünen)
im südlichen Dänemark. Bis 1970 gehörte sie zur Harde Skovby Herred im damaligen Odense Amt, danach zur Bogense Kommune im Fyns Amt, die im Zuge der Kommunalreform zum 1. Januar 2007 in der Nordfyns Kommune in der Region Syddanmark aufgegangen ist.
Im Kirchspiel leben 948 Einwohner (Stand: 1. Januar 2023). Im Kirchspiel liegt die Kirche „Skovby Kirke“.
Nachbargemeinden sind im Norden Bogense Sogn, im Nordosten Nørre Sandager Sogn, im Osten Guldbjerg Sogn, im Süden Hårslev Sogn und im Westen Ore Sogn.